# 7728 Giblin
A 7728 Giblin (ideiglenes jelöléssel 1977 AW2) a Naprendszer kisbolygóövében található aszteroida. Edward L. G. Bowell fedezte fel 1977. január 12-én.